# Вели Оглари
Вели Оглари (на гръцки: Βελή Ογλαρή) е историческо село в Република Гърция, разположено на територията на дем Кукуш, област Централна Македония.

## География
Селото е било разположено в близост до Фанарли (Трипотамос).

## История
През XIX век Вели Оглари е малко турско село в Авретхисарската каза на Османската империя. В 1913 година след Междусъюзническата война селото попада в Гърция. В преброяванията от 1913 и 1920 година жителите му са броени към Фанарли. Турците се изселват в Турция в 1924 година по силата на Лозанския договор и селото е закрито.